# Pizzo Campo Tencia
Pizzo Campo Tencia (3071 m n.p.m.) – szczyt w Alpach Lepontyńskich, części Alp Zachodnich. Leży w Szwajcarii w kantonie Ticino, blisko granicy z Włochami. Należy do podgrupy Alpy Ticino i Verbano.
Szczyt można zdobyć od strony północno-wschodniej, ze schroniska Capanna Campo Tencia (2139 m n.p.m.). Droga wejściowa wiedzie na przełączkę Bocchetta di Crozlina (2865 m n.p.m.) i stamtąd północną granią na wierzchołek.
Pierwszego wejścia dokonali Gottlieb Samuel Studer, W. Lindt, F. Aebi, i Peter Sulzer w 1867 r.